# اچ‌ام‌تی الک (۱۹۰۲)
اچ‌ام‌تی الک (۱۹۰۲) (به انگلیسی: HMT Elk (1902)) یک کشتی بود که طول آن ۳۳٫۱ متر (۱۰۹ فوت) بود. این کشتی در سال ۱۹۰۲ ساخته شد.